# Antônio Luiz de Bessa
Antônio Luiz de Bessa  (Amarante, 12 de abril de 1894 — Belo Horizonte,16 de fevereiro de 1968) foi um professor e jornalista luso-brasileiro.

## Biografia
Nascido em Amarante, filho de Francisco de Bessa Leite e Maria Thomazia Bessa, naturais de Real, Distrito do Porto, Portugal. Ele emigrou para o Brasil em 1906, então com 12 anos de idade, instalando-se em Juiz de Fora, na Zona da Mata, onde se formou em Ciências Comerciais. Foi também jornalista, em Juiz de Fora e Belo Horizonte, onde se tornou redator-chefe do Estado de Minas e da Folha de Minas.  Organizou o serviço de radiodifusão no estado, com destaque para a Rádio Inconfidência, e trabalhou, de 1942 a 1945, como oficial de gabinete do governador Benedito Valadares (1892-1973). 
Em sua pequena bibliografia se destaca o livro História Financeira de Minas Gerais em 70 anos de República. 
Exerceu diversas funções públicas e redigiu correspondências, mensagens e discursos para governadores e secretários. Citando Francisco Iglésias “poucos mineiros fizeram tanto por sua terra como Antônio Luiz de Bessa, escritor e funcionário público. É justo, pois, que se inscreva seu nome na relação dos filhos mais ilustres de Minas, Estado que ele amou e ao qual serviu com carinho, competência e constância”.

## Vida pessoal
Casou-se em 1920 com Letícia Parafita, natural de Juiz de Fora (falecida em 1984), filha de Frida Parafita, uma alemã natural de Hamburgo, Alemanha, e Pedro Parafita, natural do Rio Grande do Sul. Foi pai de seis filhos: Francisco Luiz, Pedro Parafita de Bessa, Lincoln Luiz, Raphael Luiz, Clara Lúcia e Liliana.

## Biblioteca Pública Luiz de Bessa
A Biblioteca Estadual Luiz de Bessa está localizada no Circuito cultural Praça da Liberdade, em Belo Horizonte/MG.
A então chamada simplesmente Biblioteca Pública do Estado foi criada em Em 2 de junho de 1954, através da Lei n.° 1087, a Assembleia Legislativa. Instalou-se provisoriamente na na rua Saturnino de Brito, com um acervo inicial de 22.000 volumes. Entretanto, Juscelino Kubitschek tinha planos mais ousados para ela, e solicitou um projeto ao amigo Oscar Niemeyer. Este desenhou um edifício de 6 andares, com espaços culturais que, aliadas à leitura, transformariam a biblioteca numa casa de reflexão e de criação, a ser localizada na Praça da Liberdade, ao lado do Palácio do Governo. A construção desse belo prédio foi longa e cheia de percalços. Por falta de recursos financeiros, o projeto sofreu várias alterações. Três dos seis andares previstos foram cortados. Depois de três anos de abandono, o Governador José Francisco Bias Fortes conseguiu verba junto à Diretoria de Esportes, aceitou o corte drástico no projeto e, contando com a mão-de-obra de detentos da Casa de Correção, hoje Penitenciária de Neves, deu a obra por terminada. Em 1961, para não ceder às inúmeras pressões de diversos setores do Governo que cobiçavam o novo prédio, Bias Fortes ordenou a mudança da Biblioteca para a Praça da Liberdade. “Mudar militarmente” foram suas palavras. Assim foi feito. Nesse mesmo ano, em 17 de janeiro, a Biblioteca Pública de Minas Gerais teve acrescentado à sua denominação oficial o nome do Prof. Luiz de Bessa, considerando os “relevantes serviços prestados por ele à nossa cultura e, notadamente, à Administração Pública do Estado”.  
Assim, o nome da Biblioteca marcou no próprio nome justa homenagem ao Prof. Luiz de Bessa de 1961 até 2017. Entretanto, em 04 maio de 2017, foi publicada no Diário Oficial oficializou a mudança de nome: de 'Biblioteca Pública Estadual Luiz de Bessa', passou a chamar-se simplesmente 'Biblioteca Pública Estadual de Minas Gerais'. Não obstante, o prédio onde ela se instala atualmente, construído por Niemeyer, continua levando o nome do Prof. Luiz de Bessa.  